# London Calling: Live in Hyde Park
London Calling: Live in Hyde Park è un film concerto di Bruce Springsteen con la E Street Band pubblicato su DVD e Blu-ray nel 2010 dalla Columbia Records.

## Tracce
Tutti i brani sono composti da Bruce Springsteen salvo dove indicato
1. London Calling - (Joe Strummer, Mick Jones)[8]
2. Badlands
3. Night
4. She's the One
5. Outlaw Pete
6. Out in the Street
7. Working on a Dream
8. Seeds
9. Johnny 99
10. Youngstown
11. Good Lovin' - (Rudy Clark, Arthur Resnick)
12. Bobby Jean
13. Trapped - (Jimmy Cliff)
14. No Surrender
15. Waitin' on a Sunny Day
16. The Promised Land
17. Racing in the Street
18. Radio Nowhere
19. Lonesome Day
20. The Rising
21. Born to Run
22. Rosalita (Come Out Tonight)
23. Hard Times (Come Again No More) - (tradizionale, arr. di Bruce Springsteen)[9]
24. Jungleland
25. American Land
26. Glory Days
27. Dancing in the Dark

Titoli di coda
1. Raise Your Hand (strumentale) - (Steve Cropper, Eddie Floyd, Alvertis Isbell)

Contenuti extra
1. The River (registrata durante il Glastonbury Festival nel 2009)
2. Wrecking Ball (registrato al Giants Stadium nel 2009)

## Formazione
- Bruce Springsteen – voce, chitarra
- Roy Bittan – pianoforte, tastiere
- Clarence Clemons – sassofono, percussioni, cori
- Nils Lofgren – chitarra, cori
- Garry Tallent – basso
- Steven Van Zandt – chitarra, cori
- Max Weinberg – batteria

Altri musicisti
- Soozie Tyrell – violino, cori
- Charles Giordano – fisarmonica, pianoforte, organo
- Curtis King Jr. – cori, percussioni
- Cindy Mizelle – cori, percussioni
- Brian Fallon (The Gaslight Anthem) – voce in No Surrender

## Edizioni
- 2010 – DVD (doppio), Columbia Records 88697 72402 9
- 2010 – Blu-ray, Columbia Records 8869724039